# デレーチョ・ビエホ
『デレーチョ・ビエホ』（Derecho viejo）は、エドゥアルド・アローラス作曲のタンゴ。

## 概要
1916年の曲。題名の意味は「古い法律」（Derechoも参照）といわれている。法学部の大学生を揶揄したもので、『わき目もふらず』という題名もある。
ガブリエル・クラウシ（Gabriel Clausi）作詞の歌詞がついている。
ファン・ダリエンソ楽団の演奏が、有名である。
YouTubeでも、いくつか、アップロードされている

## カヴァー
- ファン・ダリエンソ楽団
- オスヴァルド・プグリエーセ楽団

その他

## 概要
1. ↑  YouTube - Osvaldo Pugliese - Derecho Viejo
2. ↑  YouTube - DERECHO VIEJO